# Pseudocatharylla flavicostella
Pseudocatharylla flavicostella là một loài bướm đêm trong họ Crambidae.